# السمسرة (الرضمة)

تعديل مصدري - تعديل

السمسرة محلة تابعة لقرية ذى الصولع العليا، التابعة لعزلة كحلان بمديرية الرضمة إحدى مديريات محافظة إب في الجمهورية اليمنية.، بلغ تعداد سكانها 292 حسب تعداد اليمن لعام 2004.